# Косель (Кормянский район)
Косель (бел. Косаль) — бывшая деревня в Октябревском сельсовете Кормянского района Гомельской области Беларуси.
На юге граничит с лесом.

## География

### Расположение
В 18 км на север от Кормы, в 73 км от железнодорожной станции Рогачёв (на линии Могилёв — Жлобин), в 128 км от Гомеля.

### Гидрография
На реке Косолянка (приток реки Сож).

## Транспортная сеть
Транспортные связи по просёлочной, затем автомобильной дороге Октябрёво — Ректа — Довск. Планировка состоит из полувыгнутой улицы, ориентированной с юго-востока на северо-запад. Застроена редко деревянными крестьянскими усадьбами.

## История
Согласно письменным источникам известна с начала XX века как деревня в Могилёвской губернии. В 1908 году открыта школа, которая разместилась в наёмном крестьянском доме, а в 1911 году для неё построено собственное здание. В 1931 году организован колхоз. Входила в Руднянский сельсовет. Согласно переписи 1959 года в составе совхоза «Заря коммунизма» (центр — деревня Октябрёво).

## Население

### Численность
- 2004 год — 8 хозяйств, 15 жителей.

### Динамика
- 1959 год — 370 жителей (согласно переписи).
- 2004 год — 8 хозяйств, 15 жителей.